# 盖本巴赫
盖本巴赫是德国巴伐利亚州的一个市镇。总面积18.13平方公里，总人口899人，其中男性452人，女性447人（2011年12月31日），人口密度50人/平方公里。